# Кнонау
Кнонау (нем. Knonau) — коммуна в Швейцарии, в кантоне Цюрих. 
Входит в состав округа Аффольтерн. Население составляет 1701 человек (на 31 декабря 2007 года). Официальный код — 0007.